# تورنتو (نیو ساوت ولز)

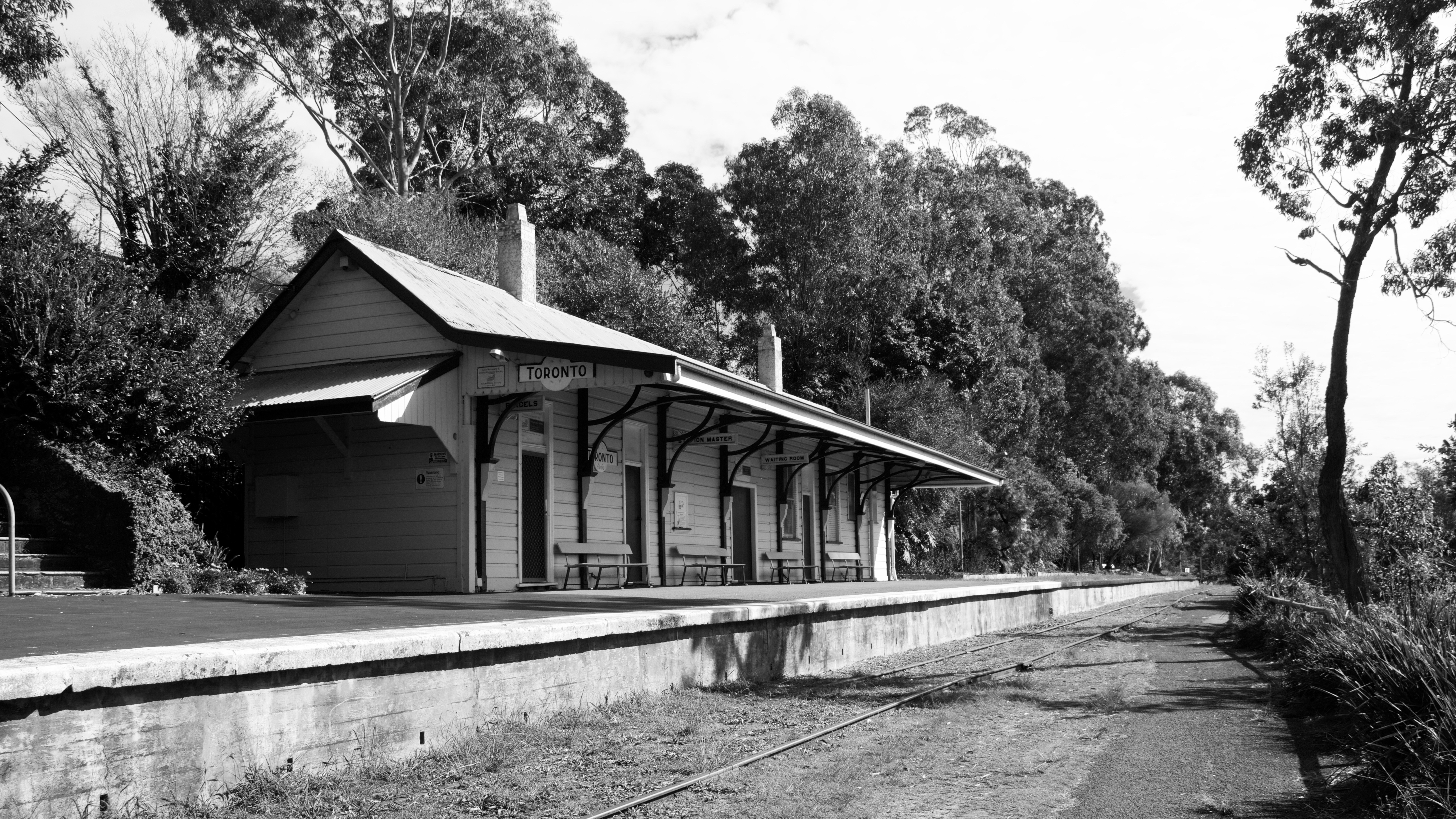
تورنتو (نیو ساوت ولز)

تورنتو (به انگلیسی: Toronto) یک حومه شهر در استرالیا است که در نیو ساوت ولز واقع شده‌است.